# San Piero Patti
San Piero Patti (Sanperi in siciliano, San Pietro sopra Patti fino al 1912) è un comune italiano di 2 554 abitanti della città metropolitana di Messina in Sicilia.
Il comune fa parte del Consorzio Intercomunale Tindari-Nebrodi.

## Geografia fisica
Il territorio del comune di San Piero Patti presenta la forma di una foglia di edera. Esso confina: a sud-est con Montalbano Elicona per 10,5 km, a sud-ovest con Raccuja per 9,2 km, a nord-ovest con Sant'Angelo di Brolo per 1,6 km, a nord con Librizzi per 7 km, e confina inoltre per pochi tratti con i comuni di Patti e Floresta. Dista 60 km da Messina e 180 da Palermo.
La contrada in cui il territorio di San Piero si congiunge con quello di Patti, prende il nome di Quattrofinaidi (dal latino quattuor fines, cioè quattro confini) in quanto in essa si congiungono i confini dei comuni di San Piero Patti, Patti, Montalbano Elicona e Librizzi.
Fra i monti più alti: Monte Uomo Morto sul confine con Montalbano Elicona è alto 1267 m s.l.m.; Monte San Pietro sul confine con Raccuja è alto 1185 m; Monte Cocuzza sul confine con Raccuja è alto 1051 m; Monte Renazzo sul confine con Montalbano Elicona è alto 1049 m. Cosicché il punto più alto del territorio di San Piero raggiunge i 1267 m di altezza mentre quello più basso si trova in località Casale-Divisa ed è alto 253 m.
Nelle zone più alte del territorio, in particolar modo in contrada Taffuri, è possibile ammirare i cubburi, tipiche costruzioni rurali testimoni dell'antica civiltà contadina.

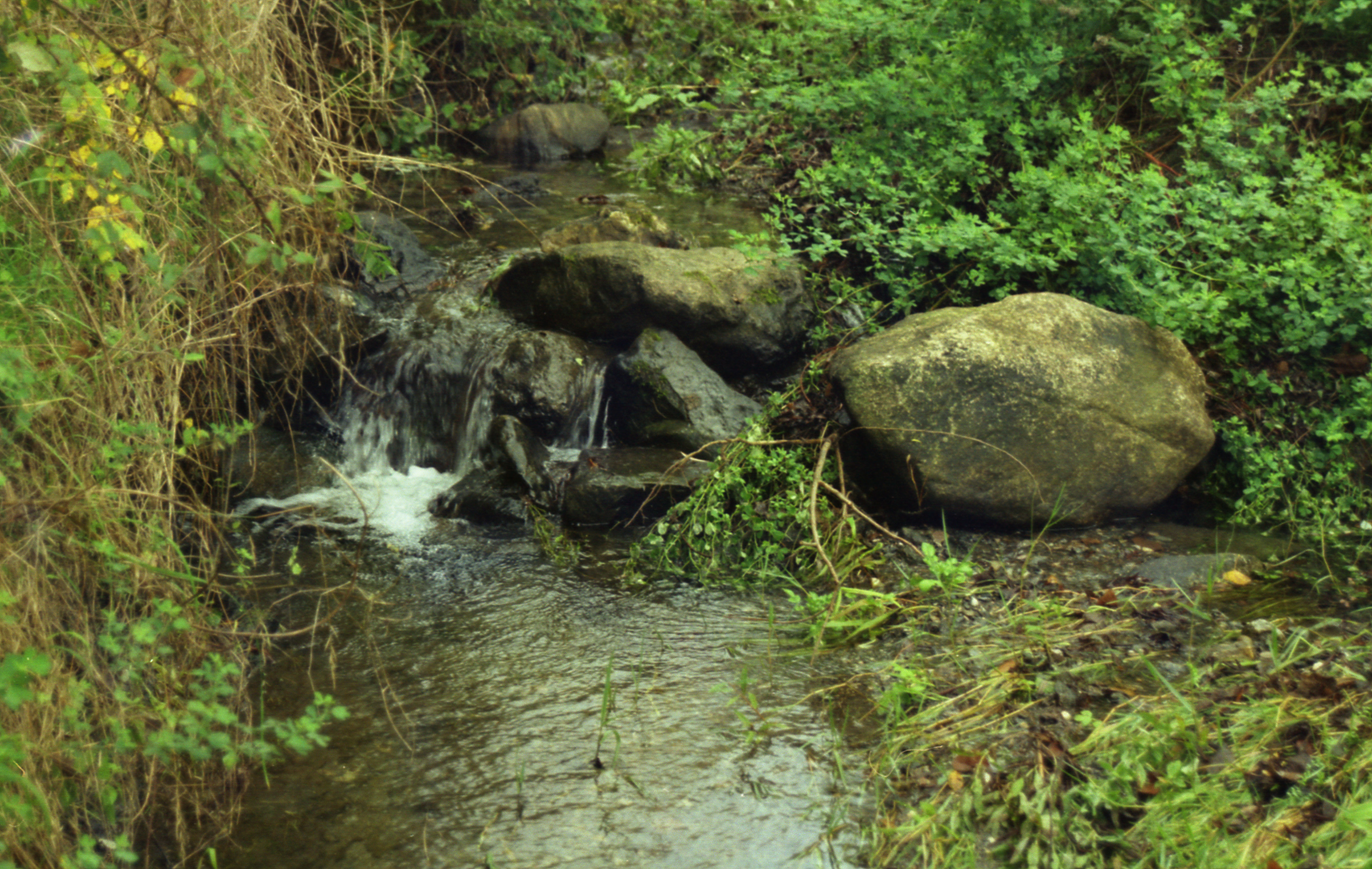
Torrente Urgeri in contrada Pigno

In località Fontana del Re, nasce il fiume Timeto che, ricco di affluenti (Garì, Cannula, Sciardi, Urgeri, Lesinaro, Mancusa, Pantania, Menta, Salzo, Rizzoso, Marià e Mangano), attraversa i territori di San Piero, Librizzi e Patti per poi sfociare nel mar Tirreno.
Il territorio di San Piero si estende per una superficie di km² 41.63; la quota altimetrica del centro abitato è di 440 metri s.l.m.

## Storia
Il nome che anticamente i greci diedero a San Piero Patti è Petra in riferimento ad una grande roccia di granito rosso presente in quel territorio. A San Piero infatti vissero numerosi coloni greci che fondarono la comunità di Petra e che intrattenevano rapporti commerciali con le altre comunità di Abacena e Tindari. Con l'avvento del Cristianesimo l'antica denominazione "Petra" fu trasformata in Sanctus Petrus e dopo ancora Sanctipetri supra Pactas (San Pietro sopra Patti).
Con l'avvento degli Arabi in Sicilia, anche San Piero fu occupata dai saraceni: il loro esercito risalendo il fiume Timeto giunse nell'antico insediamento di cui occupò il versante periferico meridionale a ridosso del corso d'acqua. In quel luogo nacque l'antico quartiere saraceno conosciuto col nome di Arabite. San Piero conobbe un nuovo periodo di prosperità durante il regno del Gran Conte Ruggero I di Sicilia. Egli, forte dell'appoggio di un esercito inviatogli dal Marchese del Monferrato, scacciò i musulmani da San Piero e pose il suo territorio sotto la regia amministrazione. Molti dei guerrieri di origine piemontese e provenzale venuti al seguito di Ruggero s'insediarono definitivamente a San Piero, come testimoniato dal dialetto galloitalico locale.
Dopo la morte di Federico II di Svevia (Federico II di Svevia e I di Sicilia) sotto cui San Piero continuava ad essere territorio demaniale, il suo successore Corrado I lo trasformò in territorio feudale affidandolo ai De Sidot e successivamente agli Orioles.
Nel 1356 il Re Federico IV d'Aragona soggiornò nel castello di San Piero Patti dopo aver riportato la pace nel feudo sampietrino a seguito di una protesta popolare contro la Baronia. La regina Maria di Sicilia nel 1377 riaffidò la baronia di San Piero agli Orioles che la mantennero fino al 1646 anno in cui passò nelle mani della famiglia Caccamo. Gli ultimi nobili ad essere investiti del titolo di baroni di San Piero furono i Corvino. Cinque anni dopo la morte del barone Girolamo Corvino Filingeri, nel 1812, il Parlamento Siciliano mise fine agli stati feudali in Sicilia e San Piero, insieme a tutte le altre cittadine, venne posto sotto il diretto controllo dello Stato. Nel periodo garibaldino a San Piero furono reclutati numerosi volontari tra cui lo scienziato Giovanni Gorgone.

### Federico IV d'Aragona a San Piero Patti
Manfredo e il fratello Giovanni Orioles governarono in malo modo la città maltrattando la popolazione e usurpando i nobili del luogo. Ben presto i due signori divennero i nemici del popolo sampietrino a tal punto che la popolazione sfogò il proprio malcontento in una sanguinosa rivolta. Intorno al 1350 il popolo prese possesso del castello di San Piero, uccidendo l'odiato barone Giovanni e saccheggiando la sua residenza signorile. Da quel giorno il governo della città di San Piero rimase nelle mani dell'Universitas ovvero dell'Amministrazione locale precedentemente nominata dai baroni. Nessuno degli Orioles fece più ritorno a San Piero. Quando nel 1353, dopo la morte di Ludovico, Federico IV d'Aragona divenne re di Sicilia, venuto a sapere dei fatti accaduti a San Piero nei tempi anteriori alla sua ascesa al trono, giustificò il comportamento dei sampietrini tenendo conto della risaputa efferatezza dei baroni Orioles. Nel dicembre del 1356 Federico IV (detto anche Federico III di Sicilia) giunse a San Piero con la sua corte e fu accolto con immensa gioia dal popolo della città. Motivo della sua visita era l'intenzione di farsi un'idea della condizione dell'amministrazione cittadina dopo la caduta degli Orioles. Il re dimorò nel castello di San Piero dal 6 fino a tutto il 9 dicembre, tra gli inni e le acclamazioni del suo popolo. Federico ripartì il giorno 10 alla volta di Castiglione di Sicilia; il giorno 11 dopo aver ascoltato le richieste del popolo sampietrino rivoltegli durante il suo soggiorno, il re emanò un provvedimento con il quale la città di San Piero con tutti i suoi territori furono annessi al regio demanio. Il sovrano inoltre affidò in custodia all'amministrazione sampietrina tutti i beni mobili che erano stati possesso dei feudatari Orioles premiando il popolo per la sua fedeltà al re. San Piero rimase terra demaniale finché visse Federico IV. Durante il regno di Maria di Sicilia a causa di alcune interferenze messe in atto da funzionari e nobili, San Piero insieme a Raccuja divenne nuovamente feudo degli Orioles in particolare del barone Berengario Orioles Lanza. Ogni anno in agosto nella città viene organizzata la ricostruzione storica della venuta di Federico a San Piero. Durante la manifestazione hanno luogo il corteo storico con costumi d'epoca ed intrattenimenti musicali e gastronomici vari. Il tutto all'interno della cornice storico-artistica dei quartieri Castello e Arabite.

### Simboli

Stemma Comunale

Lo stemma comunale è stato riconosciuto con decreto del presidente della Repubblica del 21 aprile 1951.
La raffigurazione del secondo quadrante dello stemma comunale riprende il blasone della famiglia Orioles, in passato detentrice della baronia di San Piero Patti.
Il gonfalone è stato concesso con D.P.R. del 3 ottobre 1952.

## Monumenti e luoghi d'interesse
San Piero Patti è oggetto di richiamo per le sue bellezze naturali e storiche. Ne è emblematica testimonianza l'antico quartiere arabo detto Arabite.

### Chiesa di Santa Maria Assunta
La Chiesa di Santa Maria Assunta, costruzione tardo-cinquecentesca dalle rifiniture artistiche non comuni, è considerata una tra le chiese più belle di tutta la città metropolitana di Messina. Il tempio è caratterizzato da un soffitto in legno a cassettoni scolpito in stile barocco con al centro un alto rilievo di Maria Santissima Assunta. Le colonne, le arcate e le finestre sono scolpite nella pietra locale così come il portale della sacrestia. L'altare del Crocifisso è costruito in marmo locale mentre il crocifisso stesso è un capolavoro della Scuola Siciliana. L'altare di San Biagio presenta numerosissimi bassorilievi, tutti scolpiti in legno mentre la statua è un'opera della Scuola del Gagini. Fuori oltre alla facciata adornata da statue di santi, si nota l'arco romanico che unisce la chiesa al maestoso campanile alto più di trenta metri e arricchito con finestre scolpite in puro stile barocco.

Chiesa di Santa Maria Assunta, arco e torre campanaria (p.v. laterale)

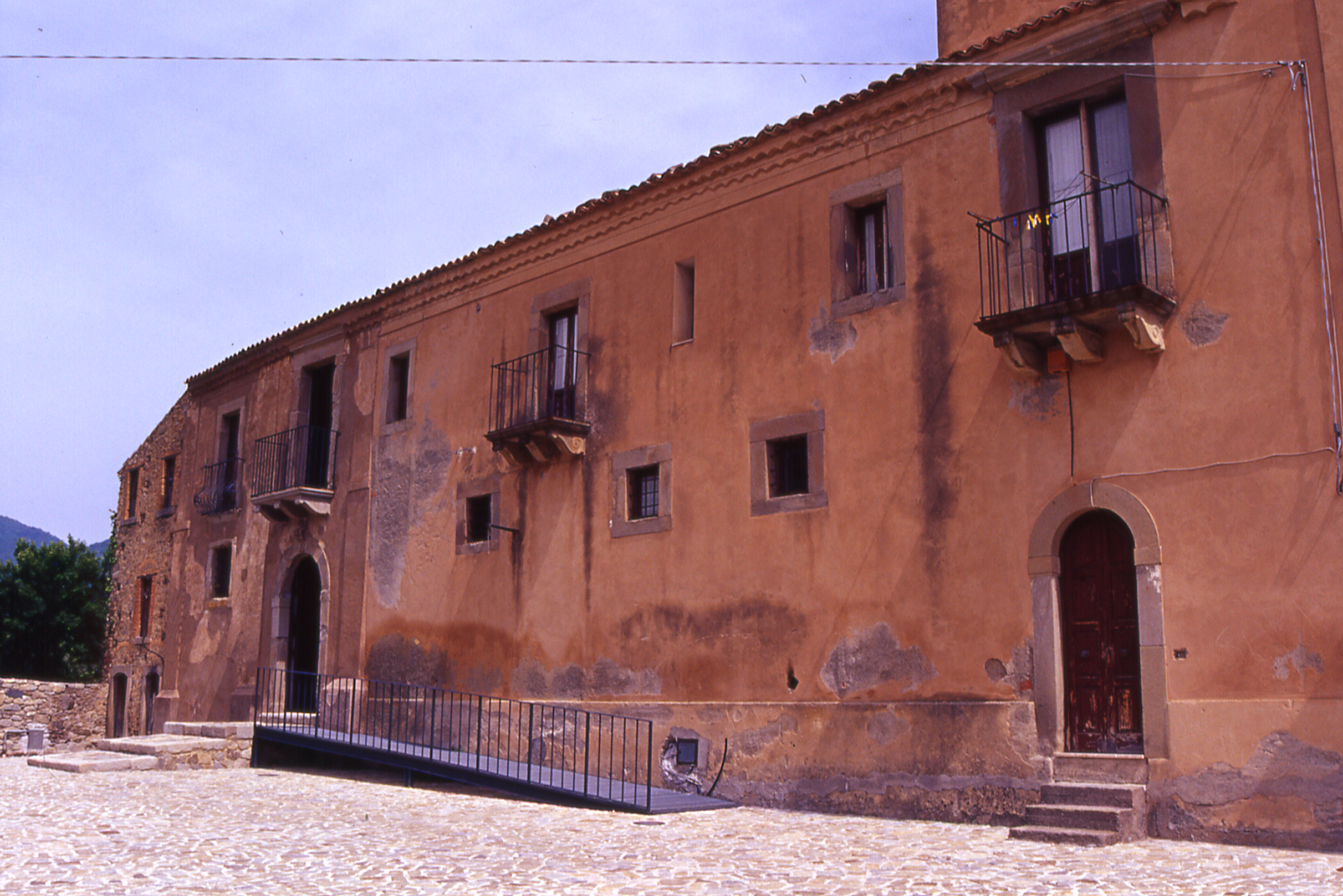
Il Convento del Carmelitani Calzati

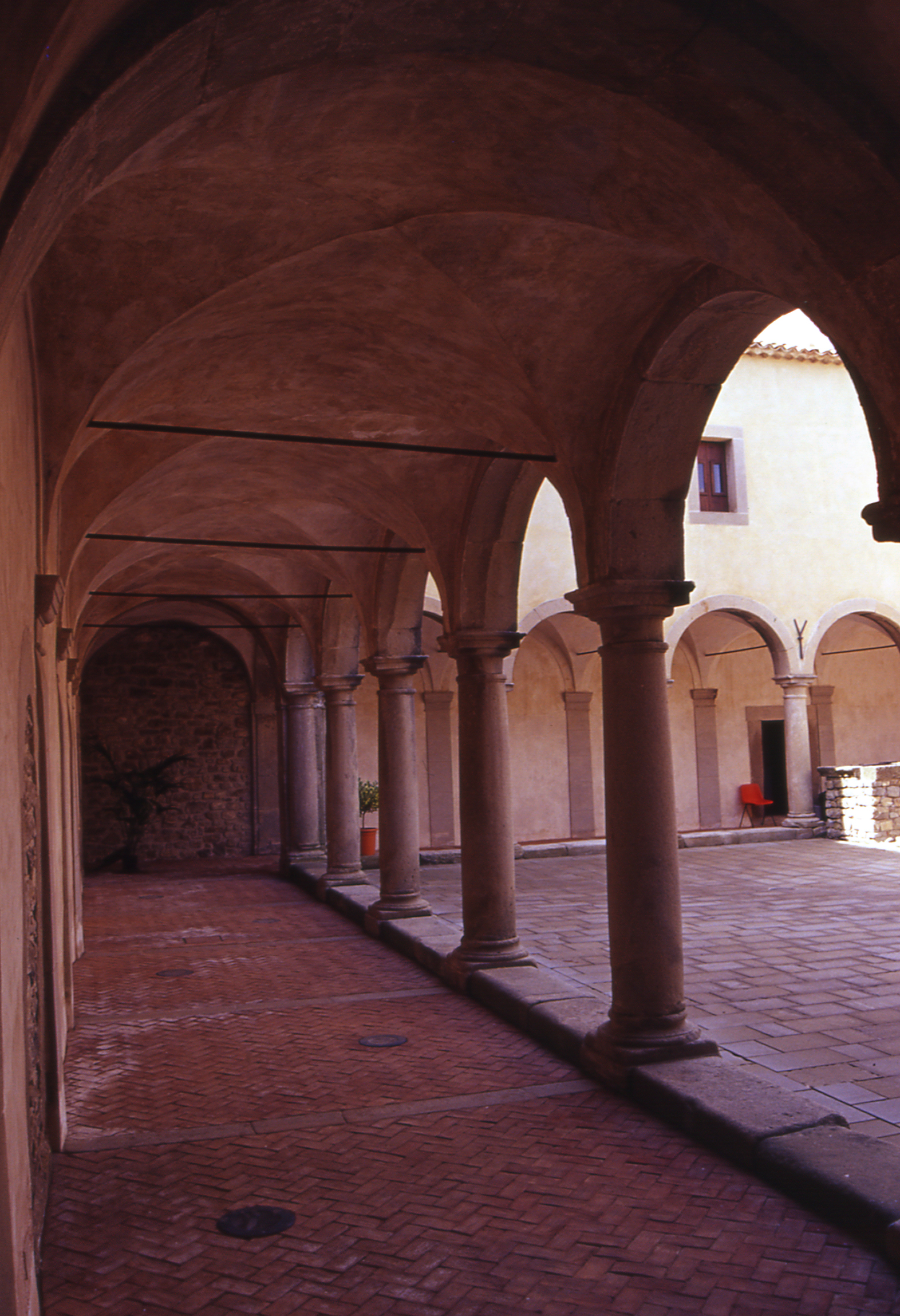
Il Chiostro rinascimentale del Convento dei Carmelitani

Duomo

### Chiesa del Carmine
Un'altra opera di indiscusso valore artistico è la Chiesa del Carmine con l'annesso Convento dei Carmelitani calzati. Esso fu fondato intorno al 1570 ed ebbe vita fino al 1866, anno in cui furono confiscati i beni della curia ecclesiale. Nel convento esistevano scuole di pittura, scultura, ebanisteria, filosofia e teologia. Famosa era la biblioteca del monastero, di cui ormai non rimane più nulla. Nella chiesa attigua si possono ammirare affreschi di splendida fattura tra cui un grandioso dipinto, in stile barocco, al centro del soffitto, datato 1722, opera di uno Spanò, che era stato alunno della scuola del convento e che successivamente ne era divenuto maestro. La maggior parte delle opere artistiche custodite nella Chiesa, sono state realizzate dagli allievi della scuola del convento. Purtroppo, molte sono andate distrutte. Tutt'oggi è possibile visitare il chiostro del convento i cui lavori di restauro sono terminati nel 2002. Nella Chiesa attigua, è da ammirare la statua di Maria SS. del Carmine, opera dalla Scuola del Gagini, scolpita nel 1629 a Palermo. L'opera è posta al centro di un grandioso altare in legno.

### Chiesa Madre e altri edifici di culto
La Chiesa Madre o Duomo trae le sue origini nella seconda metà del Trecento; fu ripetutamente ristrutturata nel corso dei secoli a causa di terremoti(specie quello del 1783) ed oggi presenta al suo interno rilevanti opere di scultura gaginesca come Maria SS. dell'Idria e S. Caterina d'Alessandria. Da notare gli altari della Madonna del Rosario e quello di San Pancrazio. Il coro posto dietro l'altare è scolpito nel legno ed è opera di grande pregevolezza.

### Chiese minori
Altre due piccole chiese da citare per la loro bellezza sono la Chiesa dell'Annunziata, Santa Maria del Gesù e la Chiesa della Madonna delle Grazie, nel centro abitato principale. Numerose altre chiese, costruite nel corso del Novecento, sono ubicate nelle contrade: Balze, Boschitto, Fiumara (S. Giuseppe), Ospizio, Linazza, Sambuco, Tesoriero, Valdoria.

Fino all'Ottocento, nel centro abitato, erano presenti decine di chiese, successivamente distrutte o convertite ad altri usi. Esistono ancora oggi i resti di alcune di esse: Chiesa della Santissima Trinità e Chiesa di San Leonardo. Esistevano anche due ulteriori conventi: Minori Osservanti, dove oggi sorge un edificio parrocchiale (Piazza Florio) e Suore Benedettine di Santo Pietro, edificio dove oggi ha sede il Municipio.

Palazzo Orioles

### Fontane
Tra i tesori più belli di questa cittadina vi è anche la fontana di San Vito esempio eloquente del fulgore del barocco siciliano. Essa venne eretta nel 1686 per volere di Giuseppe Caccamo Orioles barone di San Piero Patti. 
Risale, invece al 1875 la Fontana del Tocco eretta all'ombra del campanile della Chiesa di Santa Maria in marmo bianco di Carrara.

## Società

### Evoluzione demografica
Abitanti censiti

### San Biagio e Maria SS. della Catena patroni di San Piero
I patroni della città di San Piero sono la Madonna della Catena e San Biagio vescovo e martire. Il loro culto tra i sampietrini si diffuse già nei primi secoli dell'avvento del Cristianesimo e tuttora i due santi vengono annualmente festeggiati con solenni riti e processioni. La festa di San Biagio ricade la prima domenica di ottobre mentre quella della Madonna della Catena la prima domenica dopo Pasqua.
San Biagio fu vescovo di Sebaste in Armenia e morì martire nel 316 sotto Licinio imperatore. Secondo alcune leggende San Biagio liberò un bambino da una spina conficcataglisi in gola e per questo è considerato il santo protettore contro i mali della gola. La festa secondo il calendario cristiano ricade il 3 febbraio, all'indomani della Purificazione. In questo giorno si usa benedire la gola dei fedeli con due candele benedette, invocando la protezione del santo. 
La data della festa è stata spostata alla prima domenica d'ottobre poiché nel mese di febbraio, a causa delle avverse condizioni climatiche, non era possibile organizzare particolari festeggiamenti. Nel mese di ottobre, si svolge la tradizionale fiera di venditori ambulanti, oltre a giochi popolari e spettacoli musicali e di vario genere. In passato, l'usanza di festeggiare il Santo ad ottobre era legata anche alla vendita delle nocciole, produzione un tempo fiorente nel territorio.
La Madonna della Catena è la prima patrona di San Piero; il suo culto è diffuso anche in altri paesi limitrofi, ad esempio Librizzi; il culto di Maria SS. della Catena ebbe inizio a Palermo dove si narra sia avvenuto il miracolo della liberazione di alcuni condannati a morte da parte della Madonna. La famiglia degli Orioles incoraggiò la diffusione della devozione nei confronti di questa madonna in San Piero e in tutti i comuni vicini.

## Cultura

### Biblioteca
La biblioteca comunale, intitolata a Helle Busacca, fu istituita nel 1978 e ha sede in Piazza Federico II d’Aragona. Nel patrimonio di oltre 12.000 volumi trovano spazio alcune importanti donazioni di volumi di varie discipline: diritto, medicina, letteratura e religione.

### Media

#### Emittenti Radio e TV esistenti nel passato a San Piero Patti
A partire dagli anni settanta e fino all'avvento della Legge Mammì nel 1990, a San Piero Patti sono esistite alcune emittenti radiofoniche e un'emittente televisiva. Esse si configuravano come attività di tipo comunitario, dai palinsesti semplici, e non mancavano di tenere informato il bacino d'utenza su ogni tematica di attualità e cronaca locale.
Emittenti Radiofoniche:
- Radio Libera Antenna Giovane
- Studio 93

L'emittente televisiva attiva nella cittadina era TeleNebrodi.
Periodici
- esistenti in passato
- La Macina
- La Voce
- Civitas
- San Piero Patti info dal borgo antico
- L'opinione
- il Tocco, su iltocco.eu.

- esistenti oggi
- sanpieropatti24.it

### Eventi

#### Carnevale sampietrino
Ogni anno in occasione di questa festa le sale da ballo della cittadina si riempiono di gente proveniente anche o soprattutto dai comuni limitrofi. Le serate danzanti carnascialesche si protraggono per tutta la settimana grassa, ed in più a San Piero si balla anche il sabato successivo al carnevale: quest'ultima serata viene definita Carnevalone. Ma il piatto forte del carnevale sampietrino è la sfilata di carri allegorici e gruppi in maschera che avviene solitamente la domenica successiva al giovedì grasso. In questa occasione un tripudio di musica e colori invade le vie del centro di S. Piero portando allegria e spensieratezza nel cuore dei sampietrini.

#### Eventi socio-culturali e manifestazioni annuali

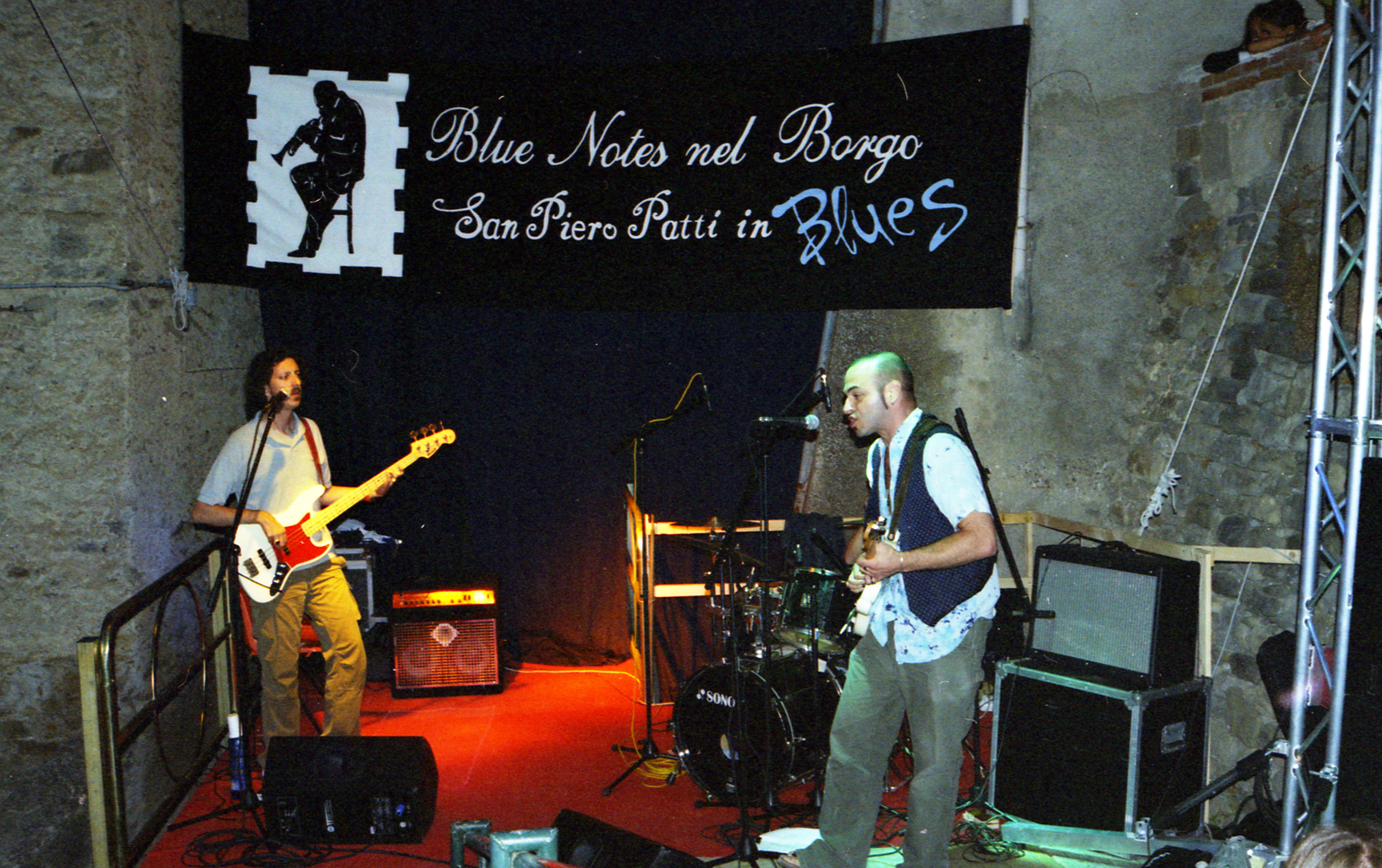
Blue Notes nel Borgo 2007

- Festival di musica blues "Blue notes nel Borgo" - Associazione "Vento del Sud"
- "Ca' Food" Lo Street Food Sampietrino Associazione "Ca' Sud"
- Carnevale sampietrino
- Estate sampietrina

## Geografia antropica

### Frazioni
Le frazioni principali del comune di San Piero Patti sono: Balze, Boschitto (Mancusa di mezzo), Breuda, Brignieri, Brovina, Cannavarì, Circiumì (Cicciumi), Divisa, Fiumara, Fontana Madonna, Fontanavina, Fossaneve, Frassinello, Garì, Grangiorno, Lacuniere, Latro, Linazza, Malu Passu, Manche-Mancusa/Boschitto, Manganello, Mangravita, Marià, Martinello, Mazzamonaco, Mindozzu, Pantania, Pedata Mula, Piano San Giovanni, Pietre Lunghe (o Pietri-Lunghi),Portella Sulla, Quattrofinaidi, Ragò, Ramondino, Rocche, Salzo, Sambuco (include Luparotto, Santa Lucia, San Giovanni, Malaborsa), Santa Maria, Sardella, Sciardi, Spaditta, Tafuri, Tesoriero, San Giorgio, Verdu'.

#### Boschitto
Boschitto è situato a metà della strada provinciale S. Piero Patti - Raccuja. La contrada conta circa 100 abitanti ed è nota anche con il nome di Mancusa di mezzo. Deve il suo nome all'esistenza di un bosco che ricopre il suo territorio ormai da secoli.
Nella contrada fu edificata a spese di Giuseppe Argeri, già sindaco di San Piero Patti, una piccola chiesa nella quale è custodita una statua della Madonna del Rosario scolpita dal maestro Riccardo Ghio di Massa. Ogni anno, in settembre, in questa contrada, a spese degli abitanti e con il contributo del comune di San Piero Patti, viene celebrata la festa in onore della Madonna.

#### Fiumara
Fiumara è una delle frazioni del Comune di San Piero Patti. Da sempre le vallate della frazione sono state coltivate a noccioleto, per cui essa è stata sempre la più valida risorsa economica dei cittadini del paese. Si estende a ridosso di gran parte del tratto iniziale del torrente Timeto e data la vicinanza del fiume, fin dai tempi più remoti, nella frazione si sono insediati molini ad acqua per la macinazione del grano e gualchiere destinate alla raffinazione e alla coloritura delle stoffe e fabbricati per la concia del cuoio e dei pellami.

#### Sambuco
Il nome della frazione deriva dalle numerose piante di Sambuco che sono sempre cresciute in questo luogo. La contrada di Sambuco include le località di Liparotto, Santa Lucia, San Giovanni, Malaborsa. È una delle contrade più popolate del comune; il suo territorio è coperto di noccioleti e grazie alla sua posizione, molto alta rispetto al centro abitato di San Piero, da lì si gode un bel panorama. Ogni anno viene organizzata la "festa di Sambuco", in onore della Madonna del Carmelo, durante la quale si svolge la sagra dû pani càuddu cunzatu, occasione nella quale si distribuisce gratuitamente il pane caldo preparato in casa.

#### Linazza
Questa frazione deve il suo nome all'odore caratteristico dei cumuli di "linazza" ossia gli scarti della pianta di lino, che veniva coltivata e cresceva rigogliosa in quella terra.

## Amministrazione
Di seguito è presentata una tabella relativa alle amministrazioni che si sono succedute in questo comune.
| Periodo          | Periodo        | Primo cittadino             | Partito                                                     | Carica          | Note |
| ---------------- | -------------- | --------------------------- | ----------------------------------------------------------- | --------------- | ---- |
| 1944             | 1946           | Ugo Emanuele di Villabianca | nominato dall'AMGOT                                         | Podestà/Sindaco |      |
| 1946             | 1952           | Giuseppe Argeri             |                                                             | Sindaco         |      |
| 1952             | 1960           | Giuseppe Gorgone            |                                                             | Sindaco         |      |
| 1960             | 1963           | Giovanni Paleologo          |                                                             | Sindaco         |      |
| 1963             | 1965           | Giuseppe Argeri             |                                                             | Sindaco         |      |
| 1965             | 7 agosto 1993  | Tino Santi Natoli           | Democrazia Cristiana                                        | Sindaco         |      |
| 22 novembre 1993 | 28 maggio 2002 | Salvatore Lamacchia         | lista civica                                                | Sindaco         |      |
| 29 maggio 2002   | 15 maggio 2007 | Salvatore Vittorio Fiore    | lista civica \ Unione dei Democratici Cristiani e di Centro | Sindaco         |      |
| 16 maggio 2007   | 11 giugno 2017 | Ornella Trovato             | lista civica                                                | Sindaco         |      |
| 12 giugno 2017   | 12 giugno 2022 | Salvatore Vittorio Fiore    | lista civica                                                | Sindaco         |      |
| 13 giugno 2022   | in carica      | Cinzia Marchello            | lista civica                                                | Sindaco         |      |

### Altre informazioni amministrative
Il comune di San Piero Patti fa parte delle seguenti organizzazioni sovracomunali: regione agraria n.2 (Nebrodi nord-occidentali).
Il comune rientra nella categoria "E - Periferico" nella classificazione delle aree interne SNAI al 2020.